# Kleine mosboorder
De kleine mosboorder (Batia lunaris) is een nachtvlinder uit de familie van de Oecophoridae. Hij heeft een spanwijdte van 7 tot 10 mm. De imago lijkt veel op de grote mosboorder  (Batia lambdella), maar die is behoorlijk groter.

## Waardplant
De kleine mosboorder leeft onder de bast van dode bomen, op dood hout en is ook waargenomen in gallen. Hij leeft met name van mossen en algen.

## Voorkomenn
De kleine mosboorder komt voor in het Palearctisch en Nearctisch gebied.

### Voorkomen in Nederland
De kleine mosboorder is in Nederland en in België een vrij algemene soort. In het noorden van Nederland is de soort schaarser. De vliegtijd is in juni en juli.